# Sept Îles
Die Sept Îles (auch Sept-Îles, frz. für „Sieben Inseln“; auch Les Sept Îles für „Die sieben Inseln“, breton. ar Jentilez) sind eine Inselgruppe etwa zehn Kilometer vor der Küste von Perros-Guirec im Département Côtes-d’Armor in Bretagne (Frankreich). Die kargen Inseln sind heute unbewohnt. Bereits 1912 wurden die „Sieben Inseln“ zum Naturschutzgebiet erklärt und sind damit das älteste Reservat der Bretagne.

## Einzelne Inseln

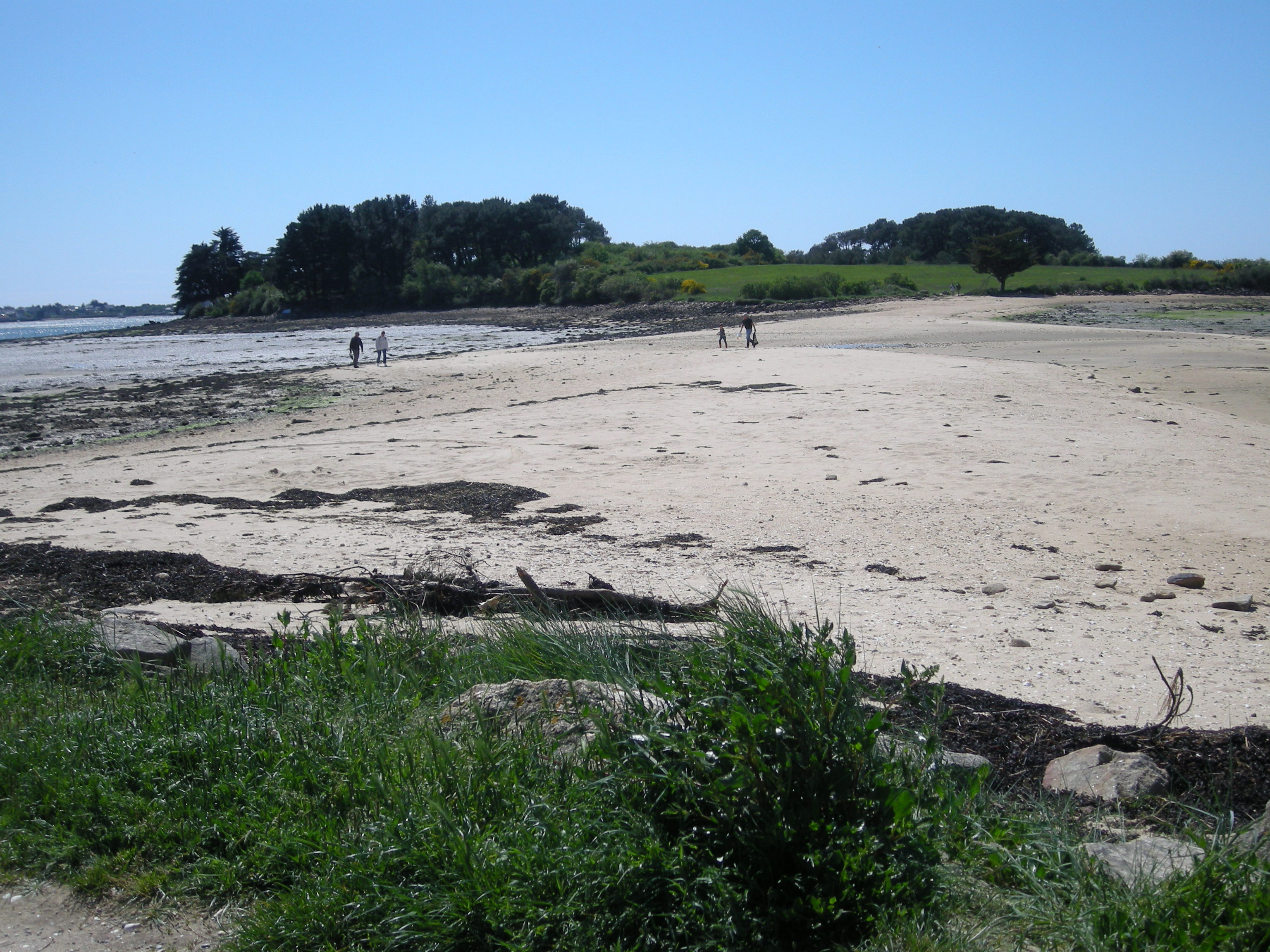
Tombolo, der die Inseln verbindet

Im Folgenden sind die Namen der sieben Inseln der Gruppe aufgeführt:
- Île Bono (bretonisch: Enez Bonno), die größte Insel, (siehe auch: Dolmen auf der Île Bono)
- île Plate (bretonisch: Enez Plat)
- Île aux Moines (bretonisch: Enez ar Breur oder Jentilez) einzige Insel mit öffentlicher Anlegestelle und dem Leuchtturm Phare des Sept-Îles
- Malban (bretonisch: Melbann)
- Île Rouzic (bretonisch: Riouzig), östlichste Insel, auch als die Vogelinsel bekannt
- Le Cerf (bretonisch: Ar Zerr)
- les Costans (bretonisch: Kostann)

## Vogelparadies Île Rouzic
Die am nördlichsten gelegene Insel der Sept Îles, die Île Rouzic wird auch „Vogelinsel“ (Île aux Oiseaux) genannt. Tausende von Seevögeln brüten auf dem felsigen und steilen Eiland. Die hervorstechendste Art ist der Basstölpel, der hier mit 20.000 Brutpaaren vertreten ist. Die Sept Îles sind der einzige Brutplatz der Basstölpel in ganz Frankreich. Des Weiteren brüten auf der Île Rouzic Papageitaucher, Trottellummen, Tordalken, Krähenscharben, Austernfischer und verschiedene Möwenarten. Außer der reichhaltigen Vogelwelt hat sich hier auch eine kleine Population der Kegelrobbe etabliert.

Vögel auf der östlichsten Insel Rouzic der Sept Îles
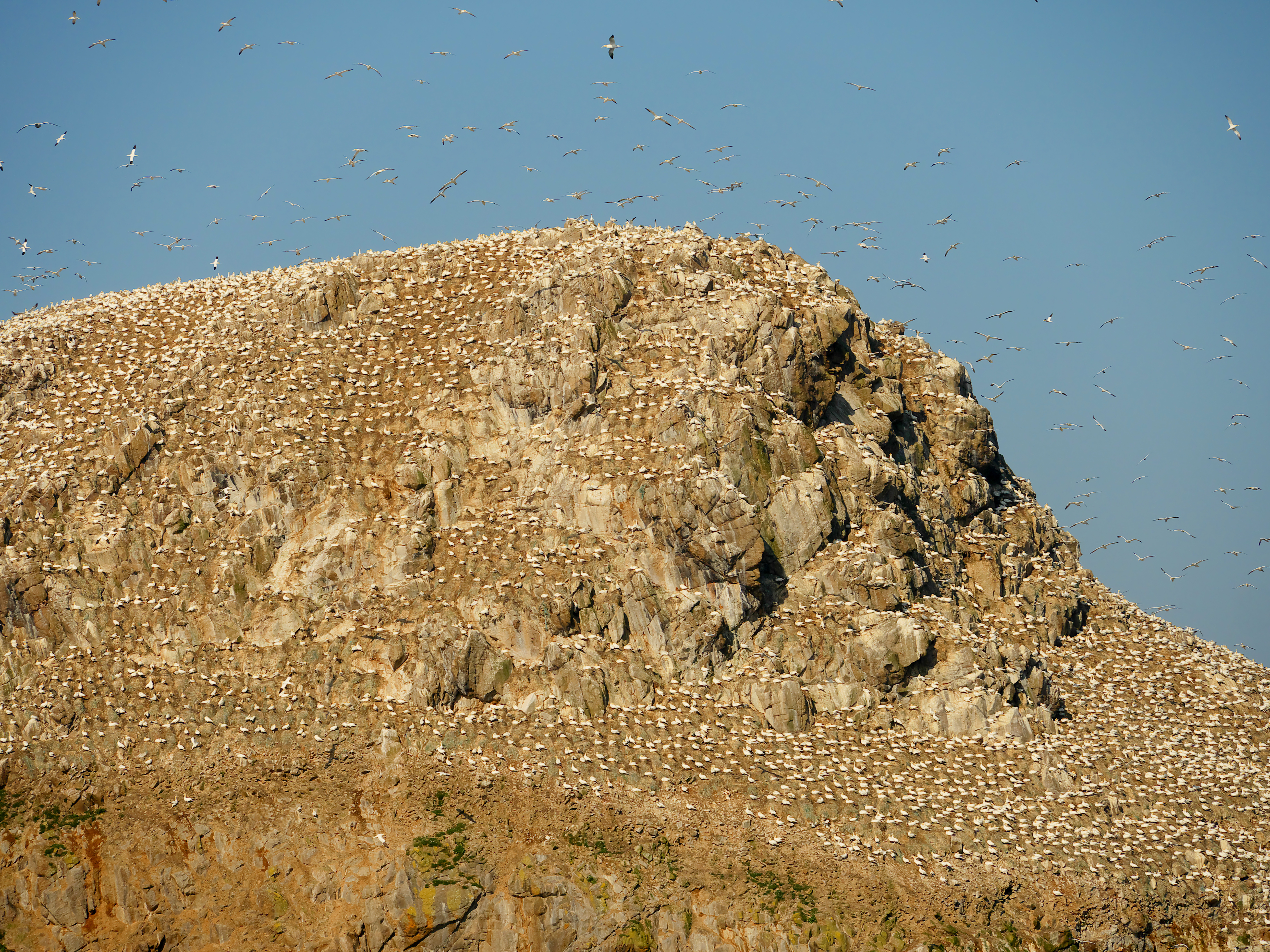
Kolonie mit Hunderten von brütenden Basstölpeln
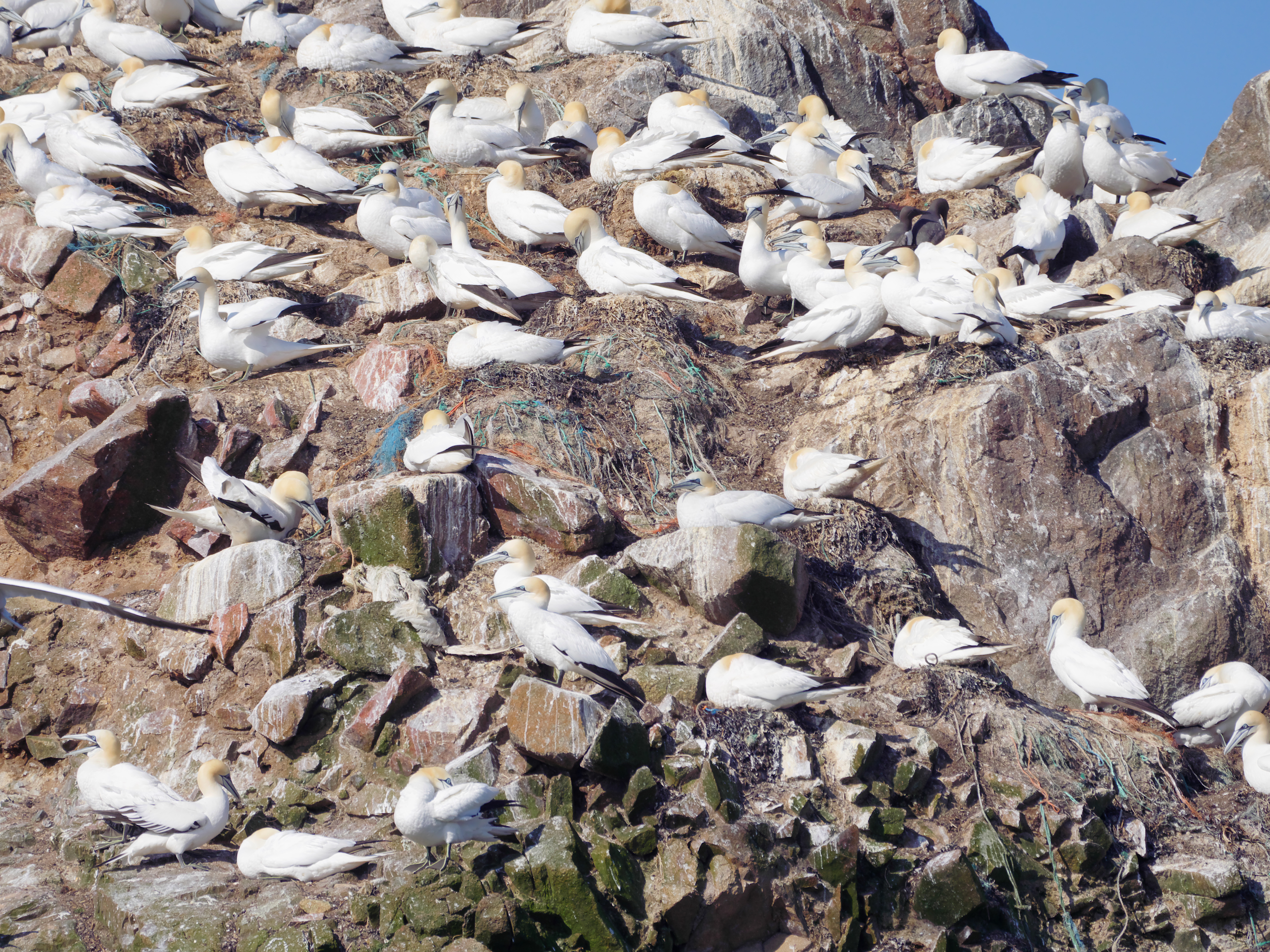
Nester der Basstölpel mit anthropogenem Nestmaterial
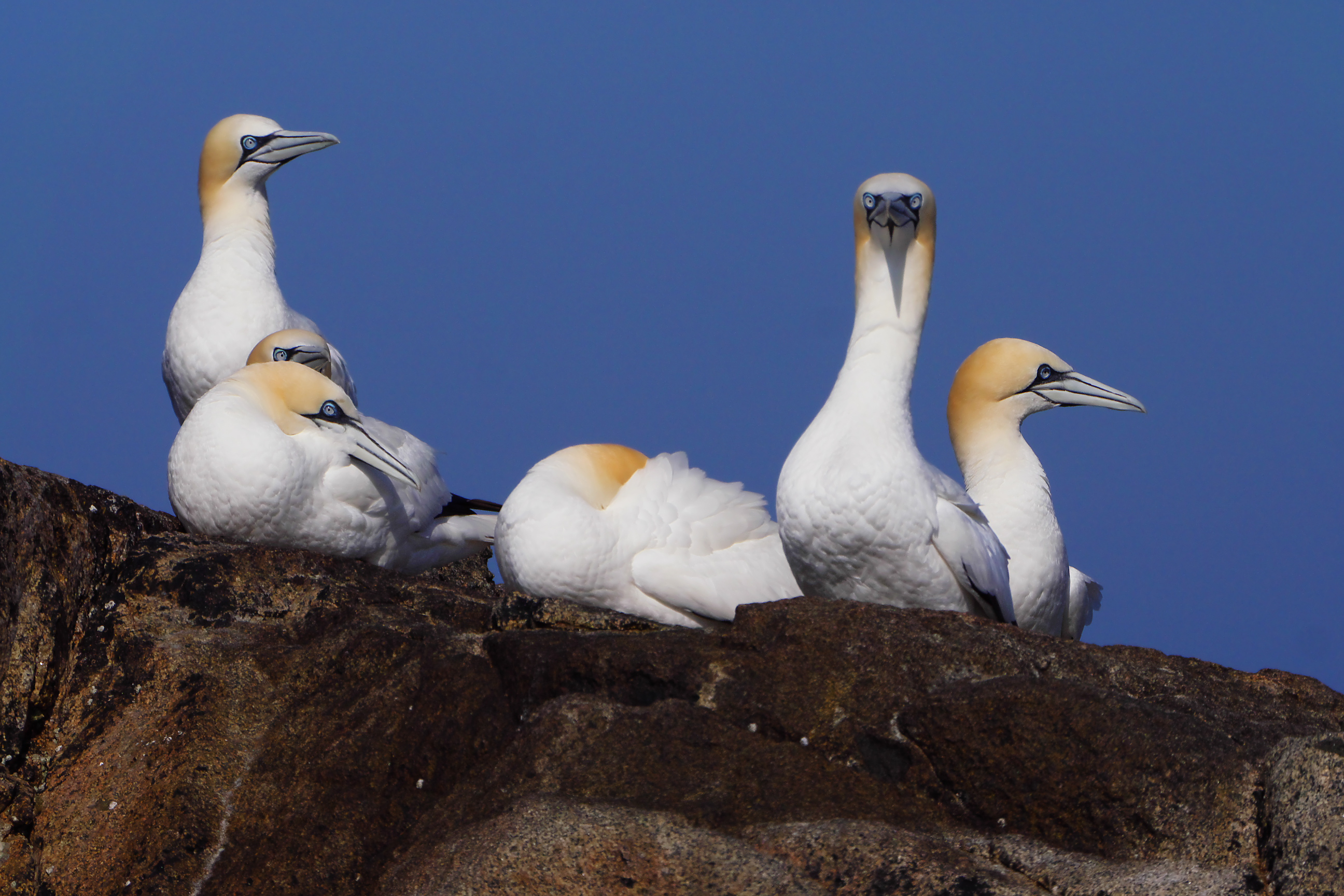
Sechs Basstölpel auf einem Felsen
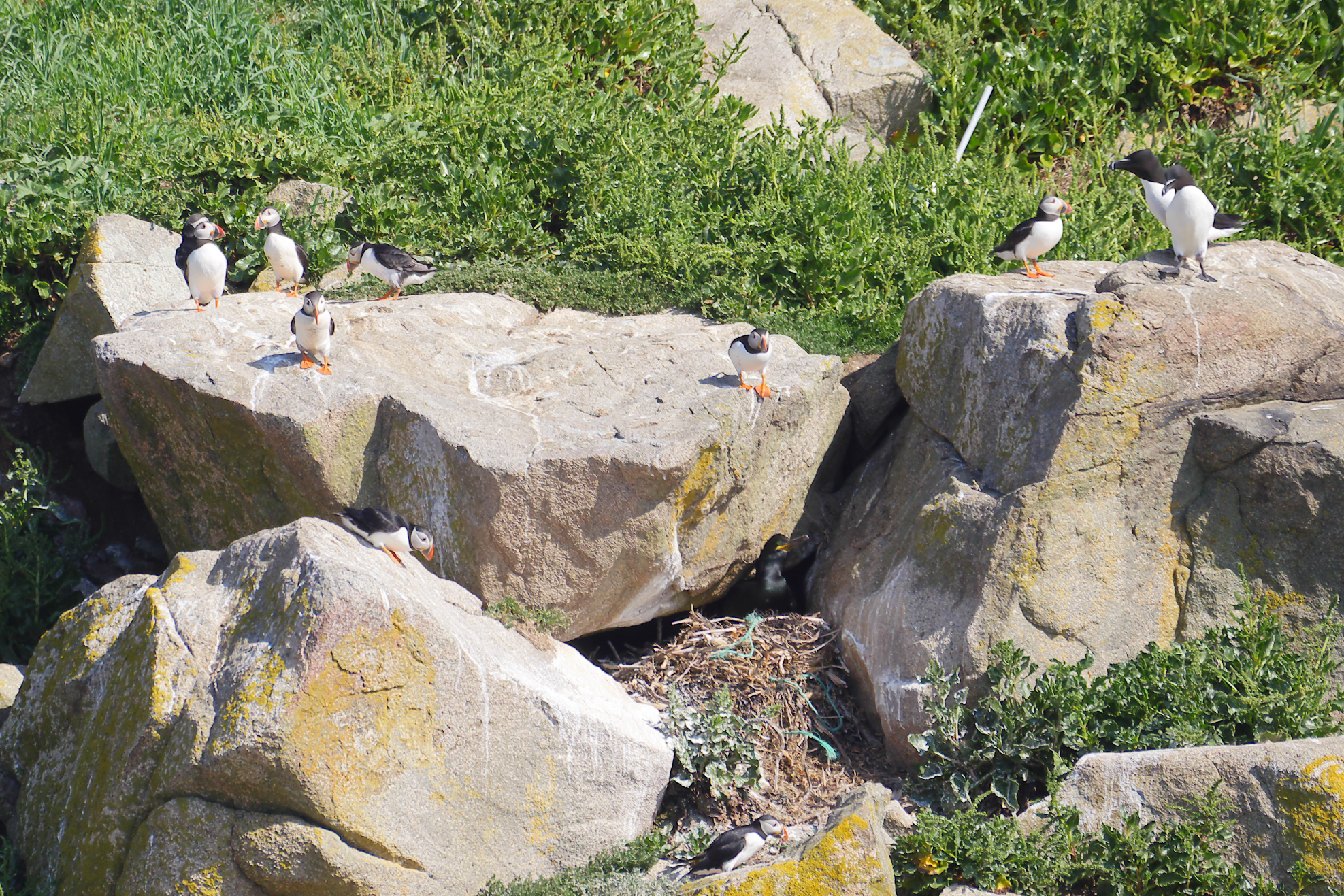
Papageientaucher, Tordalke und nistende Krähenscharbe
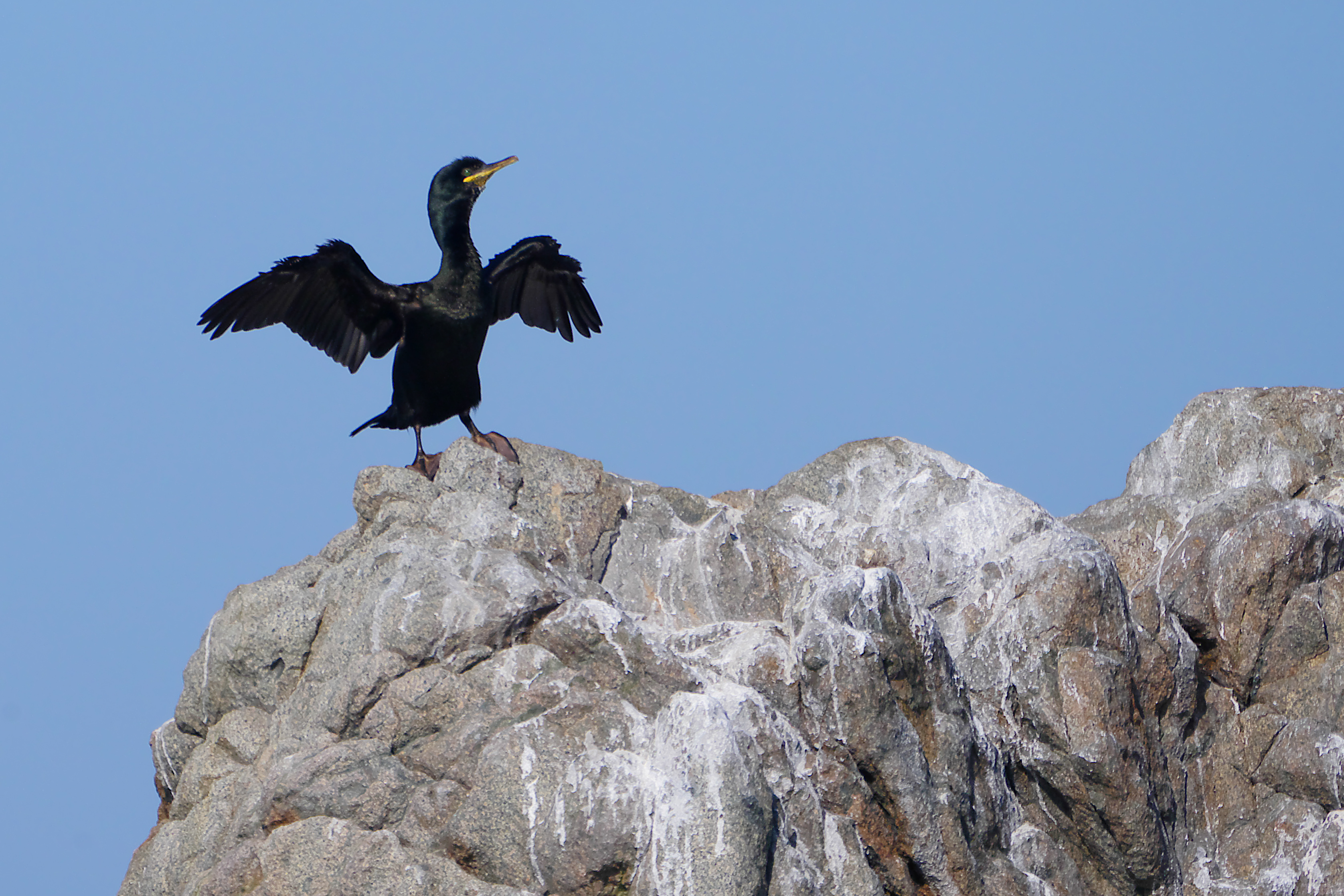
Eine Krähenscharbe trocknet die Flügel in der Morgensonne

## Tourismus
In der Hochsaison verkehren mehrmals täglich Ausflugsboote von Perros-Guirec, Ploumanac’h und Trégastel aus zu den Sept Îles. Die Île Rouzic wird dabei zur Hälfte umfahren, auf der anderen Inselseite haben die Tiere ihre Ruhe vor den Menschen. Die einzige für die Touristen begehbare Insel ist die Île aux Moines (Insel der Mönche). Sie kann während eines einstündigen Landausflugs erkundet werden. Früher war diese Insel von Menschen bewohnt. Davon zeugen noch der Leuchtturm und die Reste einer verfallenden Festung. Die Rückfahrt entlang der Rosa-Granit-Küste ermöglicht schöne Ausblicke von der Wasserseite aus.
Die beste Zeit zur Beobachtung der Vogelwelt sind die Morgen- oder frühen Abendstunden, da das Vogelleben über die Mittagszeit ruht.